# Lymantriinae
Sous-famille
Synonymes
- Lymantriidae Hampson, 1893
- Orgyiidae Wallengren, 1861
- Dasychiridae Packard, 1864

Les Lymantriinae sont une sous-famille de lépidoptères (papillons) appartenant à la famille des Erebidae. Ils ont longtemps été eux-mêmes considérés comme une famille, appelée Lymantriidae. 

## Diversité et distribution
La sous-famille des Lymantriinae comprend environ 350 genres et plus de 2 700 espèces connues. On les trouve sur tous les continents sauf l'Antarctique, principalement en Afrique tropicale. Ils sont particulièrement répandus en Afrique subsaharienne mais on les trouve aussi en Inde, en Asie du Sud-Est et en Amérique du Sud. Rien qu'à Madagascar, on a dénombré 258 espèces. Ils sont en revanche absents de Nouvelle-Zélande, des Antilles, de Hawaï et de Nouvelle-Calédonie.

## Écologie et comportement
Dans cette sous-famille, les papillons adultes ne se nourrissent pas[réf. souhaitée].

## Systématique
L'actuelle sous-famille des Lymantriinae coïncide avec l'ancienne famille des Lymantriidae, un nom créé en 1893 par l'entomologiste britannique George Francis Hampson.
Dans les années 2000, des études de phylogénie ont conduit à fortement remanier la classification des Noctuoidea : c'est alors que les Lymantriidae ont été rétrogradés au rang de sous-famille (d'abord au sein de la famille des Noctuidae, puis de celle des Erebidae,), et ont pris le nom de Lymantriinae. Les sous-familles précédemment subordonnées aux Lymantriidae ont dans le même temps été rétrogradées au rang de tribus au sein des nouveaux Lymantriinae. Par exemple, une de ces anciennes sous-familles, qui s'appelait elle-même Lymantriinae, est devenue la tribu des Lymantriini.

## Liste des tribus
La sous-famille des Lymantriinae est actuellement divisée en sept tribus, dont deux n'ont été créées qu'en 2015 à la suite d'une étude de phylogénétique moléculaire :
- Arctornithini Holloway, 1999
- Daplasini Wang et al., 2015
- Leucomini Grote, 1895
- Locharnini Wang et al., 2015
- Lymantriini Hampson, 1893
- Nygmiini Holloway, 1999
- Orgyiini Wallengren, 1861